# Arthur Antunes Coimbra
Arthur Antunes Coimbra, més conegut com a Zico (Rio de Janeiro, 3 de març de 1953) és un exfutbolista brasiler. Migcampista ofensiu de gran i perillosa pujada a l'atac, de molt bona tècnica, meravelloses volees i xilenes, talent, exquisit control de la pilota i entre altres coses especialista als llançaments de falta. És conegut també com al "Pelé blanc" i com "El Galinho de Quintino".
Va tenir un breu pas per la política brasilera, quan va ser nomenat Secretari Presidencial d'Esports entre 1990 i 1991, sota la prèsidencia de Fernando Collor de Mello.

## Biografia
Va iniciar-se a l'infantil del Flamengo on anà ascendint fins al primer equip del club. Zico era el menor de tres germans, també futbolistes. És i va ser durant la major part de la seua carrera com a futbolista uns dels millors migcampistes del món. El 1971, va debutar professionalment al Flamengo, a la primera divisió, amb 18 anys, i marcà 20 gols en 22 partits.
Formà part de la selecció brasilera. Participa a 71 partits internacionals aconseguint 48 gols, xifra només superada per Pelé amb 77 gols en 91 partits. Es produí el seu debut internacional el 1976 enfront Uruguai marcant un dels millors gols de sa carrera com a futbolista.
Va disputar més de mil partits i va marcar 729 gols, 591 d'ells amb la samarreta del Flamengo.

## Estadístiques
| Equip                         | Gols | Partits | Mitjana |
| ----------------------------- | ---- | ------- | ------- |
| CR Flamengo (BRA)             | 568  | 765     | 0,74    |
| Udinese Calcio (ITA)          | 57   | 79      | 0,72    |
| Kashima Antlers (JAP)         | 54   | 88      | 0,61    |
| Seleção Brasileira            | 68   | 94      | 0,74    |
| Seleção Brasileira de Masters | 8    | 16      | 0,5     |
| Altres                        | 44   | 49      | 0,9     |
| TOTAL                         | 799  | 1091    | 0,73    |

## Títols

### Flamengo
- Copa Intercontinental de futbol: (Flamengo, 1981)
- Copa Libertadores: (Flamengo, 1981)
- Campionat brasiler de futbol: (Flamengo, 1980, 82, 83 i 87)
- Campionat carioca (7) (Flamengo, 1972, 74, 78, 79 (Especial), 81 i 86)
- Taça Guanabara (9) (Flamengo, 1972, 73, 78, 79, 80, 81, 82, 88 i 89)
- Trofeu Ramón de Carranza(Flamengo,1979)
- Trofeu Ramón de Carranza (Flamengo, 1980)
- Torneig de Goiás (Flamengo, 1975)
- Torneig de Jundiaí (Flamengo, 1975)
- Taça Rio de Janeiro (Flamengo, 1986)
- Taça Euzébio de Andrade (Flamengo, 1987)
- Copa Kirin (JAP) (Flamengo, 1988)
- Trofeu Colombino (Flamengo, 1988)
- Torneig de Mato Grosso (Flamengo, 1976)
- Trofeu Ciudad de Santander (Flamengo, 1980)
- Torneig de Nàpols (Flamengo, 1981)
- Torneig d'Hamburg (ALE) (Flamengo, 1989)
- Campionat Carioca Infantil (Flamengo, 1969)
- Campionat Quadrangular Infantil (Flamengo, 1969)
- Campionat Carioca Juvenil (Flamengo, 1972)

### Selecció brasilera
- Torneig Preolímpic (Selecció del Brasil, 1971)
- Copa Rio Branco (Selecció del Brasil, 1976)
- Torneig Bicentenari dels EUA (Selecció del brasil, 1976)
- Taça do Atlântico / Copa Roca (Selecció del Brasil, 1976)
- Taça Oswaldo Cruz (Selecció del Brasil, 1976)
- Mundialet de Cali (COL) (Selecció del Brasil, 1977)
- 3r lloc a la Copa del Món de Futbol a l'Argentina (Selecció del Brasil, 1978)
- Torneig da Inglaterra (Selecció del Brasil, 1981)
- Torneig da França (Selecció del Brasil,1981)
- 5è lloc a la Copa del Món de Futbol a Espanya (Selecció del Brasil, 1982)
- 5è lloc a la Copa del Món de Futbol a Mèxic (Selecció del Brasil, 1986)

### Selecció brasilera Masters
- Copa Zico (Selecció del Brasil Masters, 1990)
- Copa Pelé (Selecció del Brasil Masters, 1991)

### Selecció brasilera de futbol platja
- Mundial de futbol platja  (Selecció del Brasil, 1995)
- Mundial de futbol platja  (Selecció del Brasil, 1996)
- Copa Amèrica de futbol platja  (Selecció del Brasil, 1995)
- Copa Amèrica de futbol platja  (Selecció del Brasil, 1996)
- Torneig Internacional de futbol platja (JAP) (Selecció del Brasil)

### Udinese
- Torneig Quadrangular d'Udine (Udinese, 1983)

### Kashima Antlers
- Copa Muroran (JAP) (Kashima Antlers, 1992)
- Copa Suntory (1a fase) (JAP) (Kashima Antlers, 1993)
- Meiers Cup (JAP) (Kashima Antlers, 1993)
- Pepsi Cup (JAP) (Kashima Antlers, 1993)

### Com a tècnic
- Copa d'Ásia (Selecció japonesa, 2004/05)
- 1r lloc de les eliminatòries asiàtiques per a la Copa del Món d'Alemanya (2006)
- 2007 Campió de Turquia amb el (Fenerbahçe SK)
- 'Campió de Turquia (Fenerbahçe SK, 2007)
- Copa Uzbequistão  (FC Bunyodkor, 2008)
- Campionat Uzbeque  (FC Bunyodkor, 2008)
- Supercopa de Rússia (CSKA Moscou, 2009)[4]

## Premis
- Millor Futbolista Brasiler dels darrers 30 anys - Rede Globo / Esporte espetacular (BRA) - (2003)
- Millor futbolista d'Amèrica per "El Mundo" (VEN) - (1977)
- Jugador de l'equip d'estrelles de Copa del món de 1978 - (1979)
- Millor futbolista d'Amèrica per "El Mundo" (VEN), (1981)
- Millor futbolista del món per "Guerin Esportivo" (ITA), "El Mundo" (VEN), "Don Balón" (ESP), i la revista "Placar" - (1981)
- Millor futbolista de la final de la copa Intercontinental de futbol (1981)
- Millor futbolista d'Amèrica per "El Mundo" (VEN), "El Gráfico" (ARG) - (1982)
- Pilota de bronze - Copa del Món FIFA - (1982)
- Jugador de l'equip d'estrelles de Copa del Món FIFA (1982)
- Millor futbolista del món per "World Soccer" - (1983)
- Màxim golejador de la lliga italiana de futbol per mitjana de gols per partits jugats - (1983/84)
- (Premi Chevron) " Millors futbolista del Campionat Italià " - (1983/84)
- 3r Millor Jugador del món per "World Soccer" - (1984)
- Millors futbolista de la Copa del Món futbol de platja - (1995)
- Màxim golejador de la Copa del món de futbol de platja - (1995)
- Pilota de Plata - Revista Placar - (1987)
- Pilota d'Or - Revista Placar - (1982)
- Pilota de plata - Revista Placar - (1982)
- Pilota de Plata - Revista Placar - (1977)
- Pilota de Plata - Revista Placar - (1975)
- Pilota de Plata - Revista Placar - (1974)
- Pilota d'Or - Revista Placar - (1974)
- Entre els catorze millors jugadors del segle XX segons IFFHS
- Setè més gran d'Amèrica del Sud jugador del segle XX segons IFFHS
- Tercer major jugador brasiler del segle XX segons IFFHS
- Novè jugador més gran del segle xx segons revista France Football
- Novè golejador de la lliga de primera divisió del món amb 406 gols, segons IFFHS
- Desè segon golejador en la història dels partits de futbol oficials amb 516 gols, segons IFFHS
- Major golejador mig camp de la història del futbol amb 826 gols. 522 oficials. segons IFFHS

## Memorials
- Amb 23 anys, Zico ja era el major golejador de la història del Flamengo amb quasi 300 gols.
- Major guanyador de tots els temps del premi pilota de Plata/pilota d'Or - Revista Placar.
- Pichichi del campionat brasiler de futbol - 59 gols - 1982.
- Rècord de gols pel Flamengo en un sol any - 49 gols - 1974.
- Rècord de gols pel Flamengo en un sol any - 56 gols - 1976.
- 81 gols en 70 partits amb la camisa del Flamengo - 1979.
- Rècord de gols en partits seguits al Campionat Japonès - 11 gols en 10 partits seguits - 1992.
- Major golejador de tots els temps de l'Estadi Mário Filho (Maracanã).
- Únic brasiler, després de Pelé en ser millor futbolista del món jugant en un equip brasiler (Flamengo) - 1981.

## Golejador
- Campionat del Rio de Janeiro benjamí - 26 gols - 1970
- Campionat del Rio de Janeiro Infantil 1 - 9 gols - 1971
- Campionat Carioca Professional - 30 gols - 1975
- Taça Guanabara - 10 gols - 1975
- Mundialet de Cali (COL) Selecció del Brasil - 8 gols - 1977
- Campionat Carioca - 27 gols - 1977
- Campionat Carioca - 19 gols - 1978
- Campionat Carioca - 26 gols - 1979
- Campionat Especial - 34 gols - 1979
- Torneig Ramón de Carranza - 3 gols - 1979
- Torneig Ramon de Carranza (ESP) - 2 gols - 1980
- Torneig de Santander (ESP) - 3 gols - 1980
- Campionat Brasiler - 21 gols - 1980
- Taça Libertadores d'Amèrica - 11 gols - 1981
- Torneig de Nàpols (ITA) - 4 gols - 1981
- Campionat Brasiler - 21 gols - 1982
- Taça Guanabara - 12 gols - 1982
- Campionat del Rio de Janeiro - 21 gols - 1982
- Campionat Italià - 19 gols- 1983
- Campionat Japonès - 21 gols - 1992
- Copa del Món de Futbol platja - 12 gols - 1995